# Paradidyma cinerescens
Paradidyma cinerescens är en tvåvingeart som beskrevs av Henry J. Reinhard 1934. Paradidyma cinerescens ingår i släktet Paradidyma och familjen parasitflugor.
Artens utbredningsområde är Utah. Inga underarter finns listade i Catalogue of Life.